# Nokia 3110 classic
Nokia 3110 classic — сотовый телефон компании Nokia с цветным дисплеем. Также есть версия аппарата под названием Nokia 3110 Evolve, особенность которого в том, что аппарат сделан из возобновляемых экологически чистых материалов, а упаковка на 60 % состоит из переработанных материалов.
Был представлен фирмой Nokia в начале 2007 года на всемирном конгрессе 3GSM в Барселоне и выпущен в том же году.
Модель выделяется уникальным сочетанием широкого набора интерфейсов и функций при низкой цене. Данная модель снята с производства намного позже, чем Nokia 3109, отличающаяся отсутствием FM-радио и фотокамеры.
При подключении к компьютеру кабелем Mini USB (приобретается отдельно) телефон становится доступен как съёмный диск.
Несмотря на то, что данная модель имеет функцию цифрового аудиопроигрывателя, в комплекте прилагается монофоническая (для одного уха) гарнитура.
Слот для карты памяти расположен под аккумулятором, поэтому сменить её, не выключая аппарата, невозможно. Данная модель поддерживает флеш-карты объёмом до 2 гигабайт.